# 탁월연맹
탁월연맹(卓越联盟, Excellence League, E9 League)은 중화인민공화국 내 9개 공학 중심 대학의 연합이다. 협회는 2010년 톈진 대학에서 설립되었다.

## 구성 대학
- 베이징 이공대학
- 충칭 대학
- 다롄이공대학
- 난둥대학
- 하얼빈 공업대학
- 화난이공대학
- 톈진대학
- 퉁지 대학
- 시베이공업대학

## 같이 보기
- 985 공정
- 211 공정
- 구교연맹
- 국립 공과대학교